# Шан Чуньсун
Шан Чуньсун (кит. спр. 商春松, піньїнь: Shāng Chūnsōng, нар. 18 березня 1996) — китайська гімнастка, призерка чемпіонатів світу, чемпіонка Азії і Азійських ігор.
Народилася в 1996 році у Чжанцзяцзі. У 2012 році стала чемпіонкою Азії. У 2014 році стала срібною призеркою чемпіонату світу та чемпіонкою Азійських ігор.